# Fortezza di Lussemburgo
Il termine fortezza di Lussemburgo si riferisce ad un insieme di fortificazioni della città di Lussemburgo, capitale del Granducato di Lussemburgo, in gran parte smantellata dal 1867. Per oltre tre secoli, la fortezza aveva rappresentato un punto di grande importanza strategica per il controllo della riva sinistra del Reno, dei Paesi Bassi e dell'area al confine tra Francia e Germania.
Le fortificazioni vennero costruite stratificate e gradualmente nel corso di nove secoli, dalla fondazione della città nel X secolo sino al 1867. Dalla fine del Rinascimento, quella del Lussemburgo era già una delle fortezze più forti d'Europa, ma il periodo di costruzione più intenso si ebbe tra il XVII ed il XVIII secolo. Per la sua collocazione strategica, infatti, fu al centro della maggior parte dei conflitti che imperversarono in Europa tra le maggiori potenze come la Guerra Asburgo-Valois, la Guerra delle riunioni, le Guerre rivoluzionarie francesi e altre, subendo assedi, alterazioni ed occupazioni differenti ad opera di borgognoni, francesi, austriaci, spagnoli e prussiani.
La fortezza di Lussemburgo si guadagnò l'epiteto di "Gibilterra del Nord" per la sua fama di inespugnabilità. Dal 1443 venne conquistata di sorpresa da Filippo il Buono. Nel 1795, la città, attendendosi l'imminente sconfitta e temendo i successivi massacri e razzie, si arrese dopo sette mesi di assedio e blocco commerciale ad opera dei francesi. Fu proprio in quest'occasione che il politico e ingegnere rivoluzionario francese Lazare Carnot spiegò alla Camera dei Rappresentanti di Francia che, avendo preso la fortezza del Lussemburgo, la Francia aveva privato i suoi nemici della "...migliore fortezza in Europa dopo Gibilterra, nonché la più pericolosa per la Francia", che più volte aveva minato i movimenti della Francia lungo il confine con la Germania. Per la resa della fortezza del Lussemburgo, ai Francesi fu possibile prendere il controllo della parte meridionale dei Paesi Bassi ed annetterla al proprio territorio nazionale.
La città riprese una grande importanza durante il Secondo Impero francese e nella Confederazione germanica al punto da portare nel 1866 alla Crisi del Lussemburgo, portando ad una guerra tra la Francia e la Prussia per il possesso delle principali fortezze della Confederazione sul fronte occidentale. Nel 1867 il Trattato di Londra richiese che la fortezza di Lussemburgo venisse abbattuta e che il Lussemburgo stesso si ponesse in uno stato di perpetua neutralità, ponendo così fine al secolare ruolo militare della città. Da allora, i resti delle fortificazioni ancora presenti sono divenuti tra le principali attrazioni turistiche dell'area. Nel 1994, i resti della fortezza e i quartieri della città vecchia sono stati inseriti nell'elenco dei beni protetti dall'UNESCO.

## Dalla fortificazione romana al castello medievale
Ai tempi dei romani, due strade si incrociavano nella pianura tra i fiumi Alzette e Pétrusse, una proveniente da Arlon verso Treviri e l'altra verso a Thionville. Venne costruita una palizzata in legno circolare attorno a questo punto per dare protezione ai contadini della regione in caso di pericolo. Non lontano dal sito, il promontorio di Bock iniziò ad ospitare la piccola fortificazione di Lucilinburhuc – nome da cui derivò in seguito il nome tedesco di Lützelburg, passato poi in Lussemburgo.
Dopo che i romani lasciarono la regione, le fortificazioni rimasero inutilizzate sino al 963 quando il conte Sigfrido della Casa delle Ardenne non acquistò la terra del Lussemburgo in cambio dei suoi territori a Feulen presso Ettelbrück dall'Abbazia di San Massimino di Treviri. Sul promontorio di Bock, egli fece costruire un piccolo castello sulle precedenti fortificazioni, connesso alla spianata sottostante tramite un ponte levatoio. Nel giro di breve tempo, nell'area crebbe anche un piccolo insediamento che contribuì a sviluppare il concetto di "città alta" e "città bassa". L'insediamento raggiunse le dimensioni di una città già nel XII secolo, quando essa venne cinta da una prima cerchia di mura in pietra sul percorso dell'attuale Rue du Fossé. Nel XIV secolo, venne costruita una seconda cerchia di mura, così da incorporare anche le terre della spianata di Rham. Una terza cerchia di mura venne costruita sul tracciato dell'attuale Boulevard Royal.

## Sviluppo ed uso come fortezza militare
I rinforzi alle fortificazioni iniziarono nel 1320 sotto Giovanni il Cieco e continuarono sino alla fine del XIV secolo. Nel 1443 Filippo il Buono e le sue truppe borgognone presero possesso della città in un attacco a sorpresa notturno. Questo fatto inaugurò un periodo di occupazione esterna del Lussemburgo, elevato da contea a ducato nel 1354. Integrato nel territorio dei Paesi Bassi meridionali, si trovò contesa tra la casa di Valois-Borbone e quella degli Asburgo nei secoli successivi, governata dai borgognoni, dai francesi, dagli spagnoli e dagli austriaci. Durante questo periodo la fortezza venne continuamente espansa ed estesa, ed adattata alle nuove esigenze militari. Le casematte, costruite dagli spagnoli e dagli austriaci, divennero degne di particolare nota.
Per matrimonio, la fortezza passò nel 1477 agli Asburgo d'Austria assieme a tutti i possedimenti borgognoni. Nel 1542, le truppe francesi di Francesco I presero la fortezza, ripresa poco dopo dalle truppe del Sacro Romano Impero. Attorno al 1545, ingegneri italiani e olandesi agli ordini di Carlo V costruirono i primi bastioni, collegati da mura al complesso esistente, sul sito delle attuali Boulevard Roosevelt e Boulevard Royal. Il fossato circostante venne allargato da 13 a 31 metri. Vennero aggiunti anche dei rivellini.

### L'occupazione spagnola
Successivamente, quando gli spagnoli occuparono la città, la politica aggressiva di Luigi XIV dal 1670 portò alla costruzione di fortificazioni ulteriori. Con un attacco francese che pareva ormai imminente, l'ingegnere spagnolo Louvigny costruì diverse torri fortificati sul fronte del Glacis dal 1672, come la Redoubts Peter, Louvigny, Marie e Berlaimont; egli costruì inoltre le prime caserme della città. Tutto ciò andò a formare una seconda linea difensiva attorno alla città. Louvigny sovrintese anche la costruzione verso le valli della Pétrusse e dell'Alzette, ma gli spagnoli non avevano più fondi per queste opere. Nei suoi progetti, egli riuscì a precedere ciò che i francesi effettivamente completarono dopo il 1684.

### L'espansione sotto Vauban

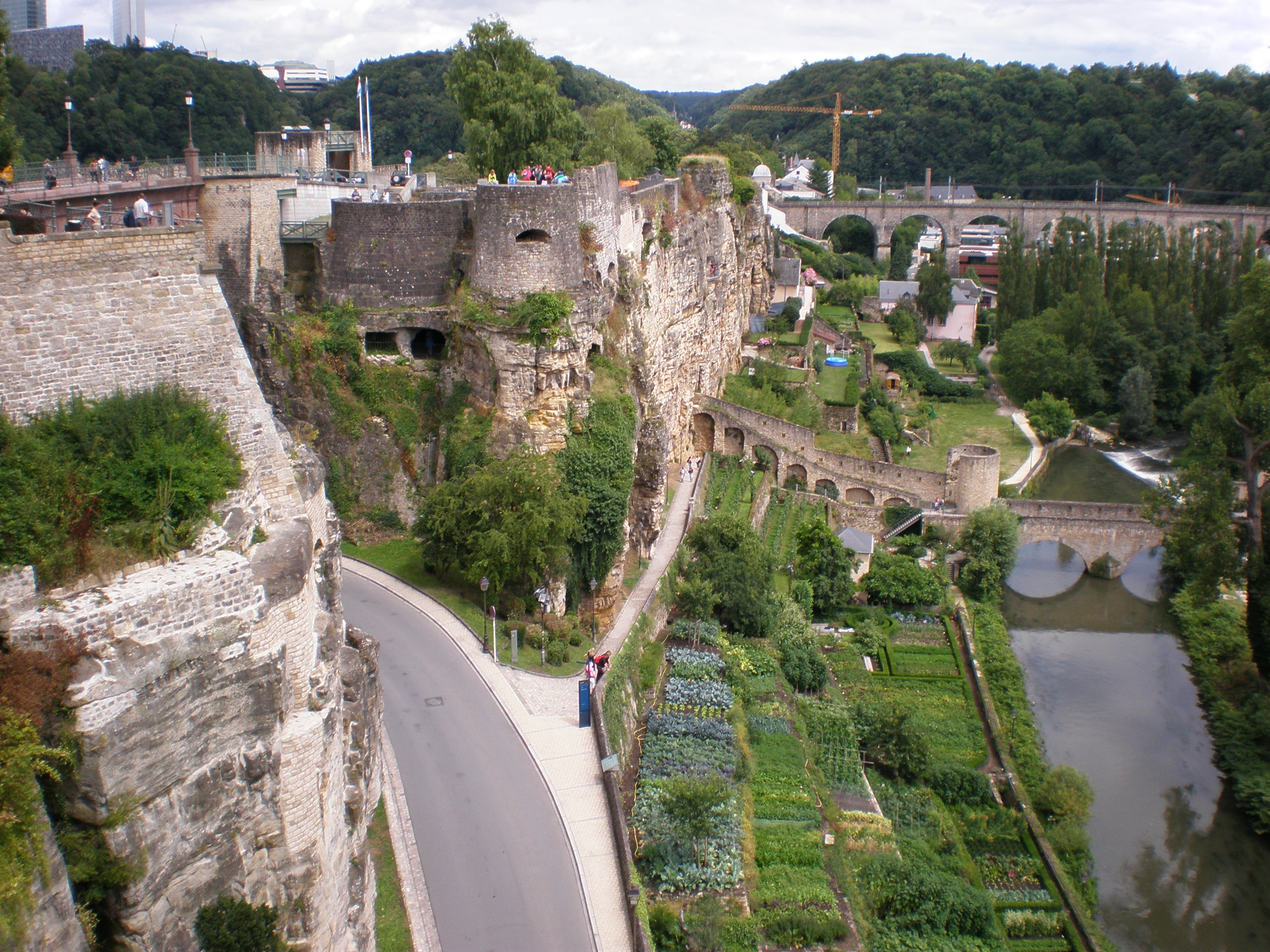
Il Bock

Dopo il trionfale assedio di Luigi XIV nel 1683-1684, le truppe francesi ripresero il controllo della fortezza sotto il comandante e ingegnere militare Sébastien Le Prestre de Vauban. Dal 1684 al 1688, Vauban immediatamente iniziò una serie di lavori di ricostruzione ed espansione delle fortificazioni, utilizzando più di 3000 uomini per la realizzazione del suo progetto. L'avanzare delle fortificazioni attorno alla città portò alla realizzazione di un'opera a corona a Niedergrünewald, di un'opera a corno a Obergrünewald, del "Cornichon de Verlorenkost", del Forte Borbone e di altre protezioni. Egli espanse grandemente anche le fortificazioni urbane integrando la Pfaffenthal nelle difese, con la costruzione di altre caserme sulle spianate di Rham e di Saint-Esprit. Dopo la Guerra di successione spagnola e la firma della Pace di Ryswick, la fortezza passò sotto il controllo spagnolo dal 1698, per poi tornare all'amministrazione francese nel 1701.

### Periodo austriaco
Dopo la firma del Trattato di Utrecht nel 1713, gli olandesi rimpiazzarono i francesi per due anni nel possesso della fortezza, periodo dopo il quale gli austriaci presero il tutto nel 1715, rimanendovi per i successivi 80 anni. La fortezza di Lussemburgo costituiva ora una delle colonne strategiche più importanti per la difesa dei Paesi Bassi austriaci contro i tentativi di espansione della Francia. Per questa ragione, le fortificazioni di Vauban vennero ulteriormente rinforzate ed estese. Fu sotto Carlo VI e Maria Teresa che la fortezza raggiunse la superficie massima di espansione: gli ingegneri austriaci aggiunsero delle lunette e molti forti esterni (Olizy, Thüngen, Rubamprez, Rumigny, Neipperg, Wallis, Rheinsheim, Charles), presso la vallata, con diverse casematte scavate nella roccia. La fortezza godeva ora di una tripla linea di difesa su tutti i suoi lati.

### La rivoluzione francese e la guarnigione prussiana
Dopo 11 mesi di assedio, la città di Lussemburgo venne presa dalle truppe rivoluzionarie francesi nel 1795. Il ducato di Lussemburgo venne integrato nel "Département des Forêts" della Prima Repubblica francese e successivamente nel Primo Impero francese. Nel 1815, dopo la sconfitta definitiva di Napoleone, il Congresso di Vienna decise di elevare il Lussemburgo a granducato, governato in unione personale dal re dei Paesi Bassi. Allo stesso tempo, il Lussemburgo divenne uno stato membro della Confederazione Germanica e la fortezza lussemburghese divenne "fortezza federale". In effetto di questo concordato, gli olandesi essenzialmente si accordarono per condividere con la Prussia la responsabilità della gestione della fortezza. Mentre il re olandese rimase pienamente sovrano dell'area, la Prussia ricevette il diritto di nominare il governatore della fortezza, nonché di fornire i 3/4 delle truppe, mentre il restante quarto sarebbe stato fornito dai Paesi Bassi. Sino al 1867, pertanto, circa 4000 ufficiali e soldati prussiani stazionarono presso la città che contava in tutto circa 10.000 abitanti civili. La fortezza aveva già ospitato i prussiani dall'8 luglio 1814, prima del Congresso di Vienna. I prussiani modernizzarono le difese esistenti ed aggiunsero forti più avanzati come il Forte di Wedell ed il Forte di Dumoulin. Vi furono anche progetti per costruire una quarta linea di difesa, a diversi chilometri dalla città, per mantenere i potenziali attaccanti ancora più distanti dall'area della città, ma ciò non ebbe luogo.
Ufficialmente, la guarnigione prussiana nel Lussemburgo operò per conto della Confederazione Germanica. Dal momento che l'Austria aveva perso i propri possedimenti nei Paesi Bassi con la rivoluzione, la Prussia con il possesso di questa fortezza si era guadagnata il ruolo di difensore degli stati tedeschi occidentali, nonché dei propri interessi geopolitici. Dopo 11 anni di occupazione prussiana, la fortezza venne formalmente acquisita dalla Confederazione il 13 marzo 1826, e fu solo dopo un anno dalla dissoluzione della Confederazione (nel 1866) che le truppe prussiane lasciarono la fortezza, il 9 settembre 1867. Federale o no, quella del Lussemburgo fu "la più importante fortificazione occidentale della Prussia".
Secondo l'art. 9 della convenzione militare siglata a Francoforte sul Meno l'8 novembre 1816 tra il re dei Paesi Bassi e la Prussia, la fortezza di Lussemburgo avrebbe dovuto ospitare in tempo di pace 6000 uomini, ma questo numero venne abbassato a 4000 in quanto gli Alleati stavano occupando contemporaneamente la Francia e necessitavano di maggiori uomini impiegati. In pratica, il livello dei 6000 uomini non venne mai raggiunto.
De facto, la guarnigione fu sempre composta esclusivamente da truppe prussiane: i Paesi Bassi non diedero mai il loro quarto di uomini per la sua difesa. Il trattato prusso-lussemburghese del 17 novembre 1856 diede alla Prussia il diritto esclusivo di porre le proprie truppe nella fortezza di Lussemburgo.
Nel 1830, le province del sud dei Paesi Bassi si staccarono a formare il Regno del Belgio. Allo scoppio della Rivoluzione belga, molti lussemburghesi aderirono alle manifestazioni dei ribelli belgi, e dal 1830 al 1839 gran parte del Lussemburgo venne amministrato come parte del Belgio. La fortezza e la città di Lussemburgo, tenute da truppe prussiane, fu l'unica parte del paese ad essere ancora fedele a re Guglielmo I dei Paesi Bassi. La situazione di stallo si sbloccò nel 1839 quando il Trattato di Londra concesse la parte occidentale del Lussemburgo al Belgio, mentre il resto del paese (tra cui la fortezza) rimase tra i possedimenti di Guglielmo I.

## La fortezza

### L'aspetto generale
Nella sua forma finale, la fortezza di Lussemburgo consisteva in tre muri di fortezza che coprivano un'area complessiva di oltre 180 ettari, mentre la città propriamente detta ne occupava solo 120. Al suo interno, vi erano un gran numero di bastioni, con 15 forti nella parte centrale e altri nove nella parte esterna. Una rete di 23 chilometri di passaggi sotterranei (casematte) connettevano oltre 40.000 m² di bunker anti bombardamento. L'epiteto di "Gibilterra del Nord" poneva la fortezza di Lussemburgo in relazione alla Rocca di Gibilterra di cui condivideva la nomea di inespugnabilità. La fortezza di Lussemburgo non venne mai infatti presa con la forza: nel 1443, Filippo il Buono conquistò la fortezza senza opposizione, mentre tutte le altre conquiste vennero prese con degli assedi per sfinimento.
Lo stato della fortezza al 1867 era il seguente:

#### Fronte di Grünewald
- Lavori interni:
  - Forte di Berlaimont
  - Batteria Chanclos
  - Batteria 3 piccioni
  - Bastion Government
  - Castello Bastione
  - Batteria Altmünster
- Lavori esterni:
  - Forte di Niedergrünewald
  - Forte di Obergrünewald
  - Batteria Weimershof
  - Torre di Malakoff
- Lavori distaccati:
  - Forte di Olizy
  - Forte di Thüngen
  - Forte di Parkhöhe

#### Fronte di Treviri
- Lavori interni:
  - Fortificazioni del Bock
  - Batteria Altmünster
  - Cittadella dello Spirito Santo
- Lavori esterni:
  - Fortificazioni di Rham
  - Ridotta Beamont
- Lavori distaccati:
  - Forte di Parkhöhe
  - Forte di Dumoulin
  - Forte di Rubamprez
  - Forte di Rumigny

#### Fronte di Thionville
- Lavori interni:
  - Cittadella dello Spirito Santo
  - Bastione Louis
  - Bastione Beck
  - Bastione Jost
- Lavori esterni:
  - Forte di Verlorenkost
  - Batteria della ferrovia
  - Forte Wallis
  - Forte Bourbon
  - Sporgenza di Thionville
  - Forte Elisabeth
  - Forte Peter
- Lavori distaccati:
  - Forte Neipperg
  - Forte Wedell
  - Forte Rheinsheim

#### Fronte di Longwy
- Lavori interni:
  - Bastione Jost
  - Bastione Camus
  - Bastione Marie
  - Fortificazioni del nuovo cancello
  - Bastione Berlaimont
- Lavori esterni:
  - Forte Peter
  - Batteria Lampert
  - Forte Lampert
  - Forte Louvigny
  - Forte Vauban
  - Forte Marie
  - Forte Royal
  - Rivellini I–VI
- Lavori distaccati:
  - Forte Rheinsheim
  - Forte Daun
  - Forte Charles
  - Ridotta Marlborough

### L'uso del territorio

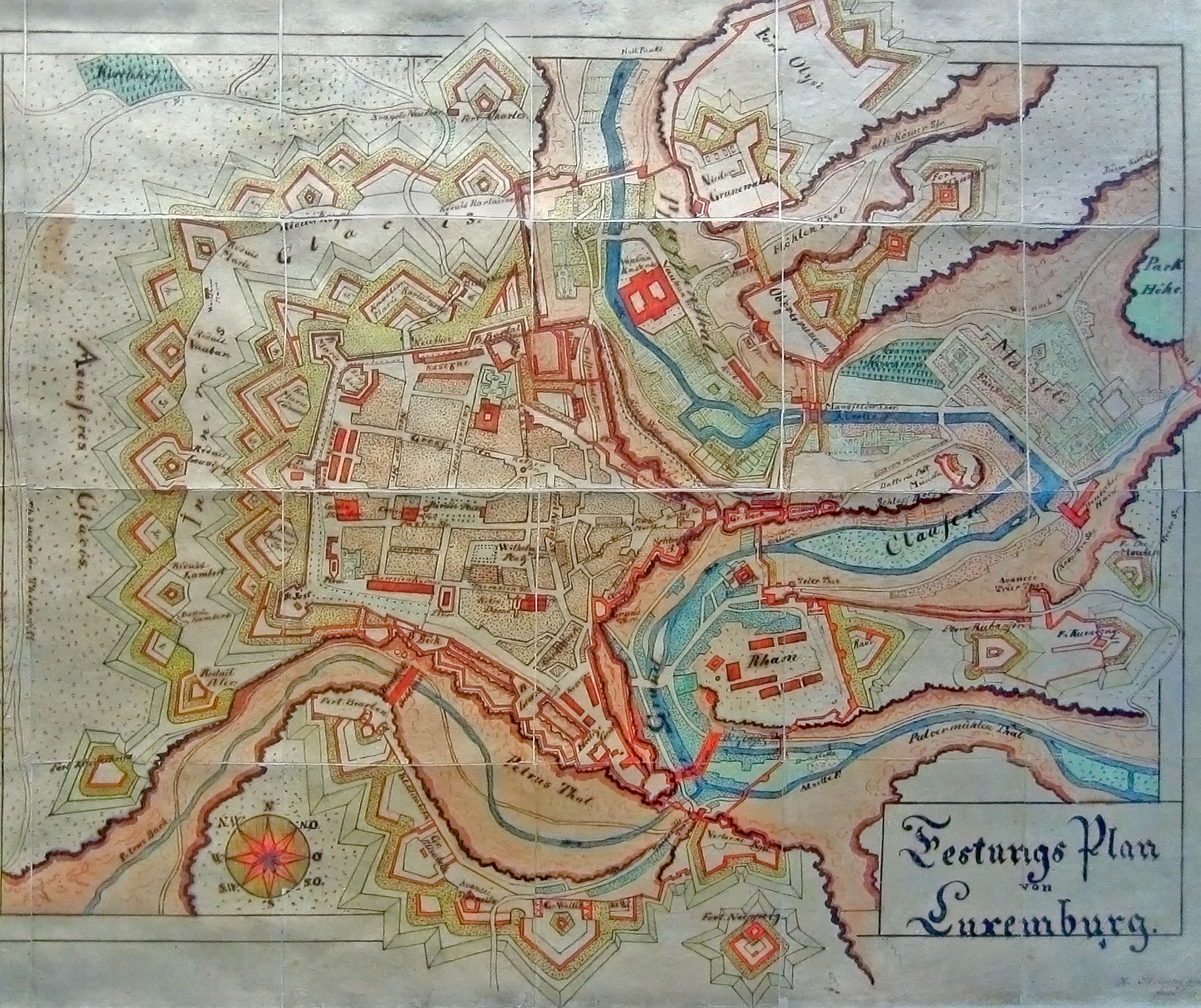
Mappa della fortezza (Museo di Storia Militare del Bundeswehr)

Nel medioevo, il Lussemburgo era una città relativamente aperta, con un facile accesso attraverso 23 porte. I bastioni delimitavano lo spazio urbano ma permettevano a beni e persone di muoversi tra la città e la campagna senza problemi. Questo cambio venne drasticamente mutato dalla metà del XVI secolo quando le fortificazioni separarono definitivamente la città dall'area circostante.
Le strutture difensive, diffuse a larga distanza, resero l'accesso alla città molto più difficile: la fortezza divenne una camicia di forza per i suoi abitanti. Nel XVI e XVII secolo, venne colmato lo spazio vuoto lasciato tra le vecchie difese militari e le nuove fortificazioni. L'antica porta Marie venne sepolta sotto il nuovo Bastione Marie nel 1548. Le porte Lampert, Orvis, Beckerich e Jost scomparvero all'inizio del XVII secolo sotto i bastioni di Berlaimont, Louis, Beck e Jost. La logica militare dietro il bisogno di rendere inaccessibile la fortezza era in contrasto con la vocazione militare di una città mercantile, aperta verso la campagna. Nel 1644 la chiusura del cancello degli Ebrei, comportò la privazione della città del suo più importante accesso verso ovest che aveva facilitato i commerci coi Paesi Bassi. Il traffico venne interamente dirottato sulla Porte Neuve costruita dal 1626 al 1636. Un viaggiatore proveniente dalla Francia doveva quindi discendere fino a Grund e poi risalire verso la città per penetrarvi attraverso diversi cancelli di protezione.
Il governo spagnolo riconobbe che sigillare in tal modo la città avrebbe bloccato la sua economia e pertanto la città si sarebbe spopolata in breve per la mancanza di sufficienti beni e rifornimenti per sostenere la loro sopravvivenza e quella della folta guarnigione presente. Louvigny nel 1671 disegnò una pianificazione per una nuova porta sull'attuale rue Philippe ed un ponte sulla valle del Pétrusse per facilitare notevolmente l'accesso alla città da parte di carri merci e trasporti. Questi piani ad ogni modo non vennero mai realizzati, probabilmente per la mancanza di fondi.
La fortezza venne inoltre circondata da un anello di terra di nessuno: gli austriaci introdussero un perimetro di sicurezza nel 1749, all'interno del quale non era permessa alcuna costruzione permanente. Questo fatto si era reso necessario per mantenere campo libero al fuoco, per mantenere libera la vista e per non permettere agli attaccanti di avere copertura. Sotto i prussiani, il perimetro venne esteso a 979 metri dalle linee esterne della fortificazione. La prima stazione ferroviaria del Lussemburgo, costruita nel 1859 al Plateau Bourbon, venne posta oltre il perimetro e dovette essere costruita praticamente in mezzo ai boschi circostanti la città.
La crescita della fortezza significò anche la perdita di molta terra agricola: dall'epoca medievale, giardini, frutteti, campi coltivati e prati per il pascolo avevano formato una cintura verde attorno alla città, cintura che scomparve progressivamente per far spazio alle nuove fortificazioni. La popolazione urbana, ad ogni modo, dipendeva dall'area circostante la città per i rifornimenti di vegetali, frutta e cibo in generale. Il continuo inghiottimento dei campi agricoli si accelerò ulteriormente quando gli austriaci espansero gli spalti delle mura. Il comandante Neipperg tolse la terra per giungere sino alla roccia sottostante ad una distanza di 600 metri dalla fortezza, così che gli eventuali attaccanti non avrebbero potuto scavare trincee attorno ad essa. Il deserto roccioso che circondava la città venne chiamato popolarmente "campi spogli" (champs pelés). Le espropriazioni di terra erano spesso eseguite senza discussioni: i militari invocavano le necessità di guerra o lo stato di emergenza, requisendo lotti interi senza alcuna compensazione. Nel 1744, la guarnigione confiscò un lotto di terra presso la porta di Eich di modo da estendere le difese dell'area. Questa terra, ed il suo giardino con 48 piante da frutta, apparteneva a tre sorelle orfane di 9, 15 e 20 anni, delle quali il giardino rappresentava l'unico mezzo di sussistenza. Quando i soldati iniziarono a tagliare gli alberi presenti, le tre ragazze cercarono almeno di recuperare la legna per arderla, ma vennero cacciate ed inseguite.
Sino alla fine del XVIII secolo proseguì questo atteggiamento che però cambiò poi di colpo: il governo di Bruxelles decise che la compensazione dovesse essere pagata per la proprietà confiscata ed imposero anche agli austriaci di pagare i debiti pregressi, spesso pagando gli indennizzi necessari ai discendenti degli espropriati ormai defunti.

### Il ruolo militare
Entrando o uscendo dalla città era necessario passare sotto l'occhio vigile di soldati e guardie armate. Al crepuscolo, tutti i cancelli venivano chiusi e non venivano riaperti sino all'alba del mattino successivo. La paura di attacchi non era l'unica ragione per la chiusura notturna dei cancelli; infatti, per lunghi periodi, specialmente nel XVIII secolo, poche erano le probabilità di essere attaccati, ma comunque anche in tempi di pace e buone relazioni con la vicina Francia le porte venivano comunque chiuse. La vera motivazione risiedeva nel fatto che le autorità locali temevano in diserzioni notturne delle truppe presenti nella fortezza, fatto che fu una piaga costante per l'esercito austriaco e per tutte le guarnigioni dell'Ancien Régime. Ogni anno, un decimo delle truppe della fortezza venivano perse per diserzione, spesso servendosi del buio della notte per fuggire. Nel 1765, venne posto del filo spinato sui bastioni, rendendo così le fughe notturne più difficili e meno frequenti. Ad ogni modo, quanti si trovavano fuori dalle mura, dovevano correre a casa al suono dello Zapestreech — il segnale dell'imminente chiusura dei cancelli - se volevano evitare di essere bloccati fuori per il resto della notte. La leggenda lussemburghese relativa a San Nicola fa riferimento a questo fatto.

### Condizioni di vita e relazioni tra la guarnigione e gli abitanti

#### Alloggiamento tra la popolazione

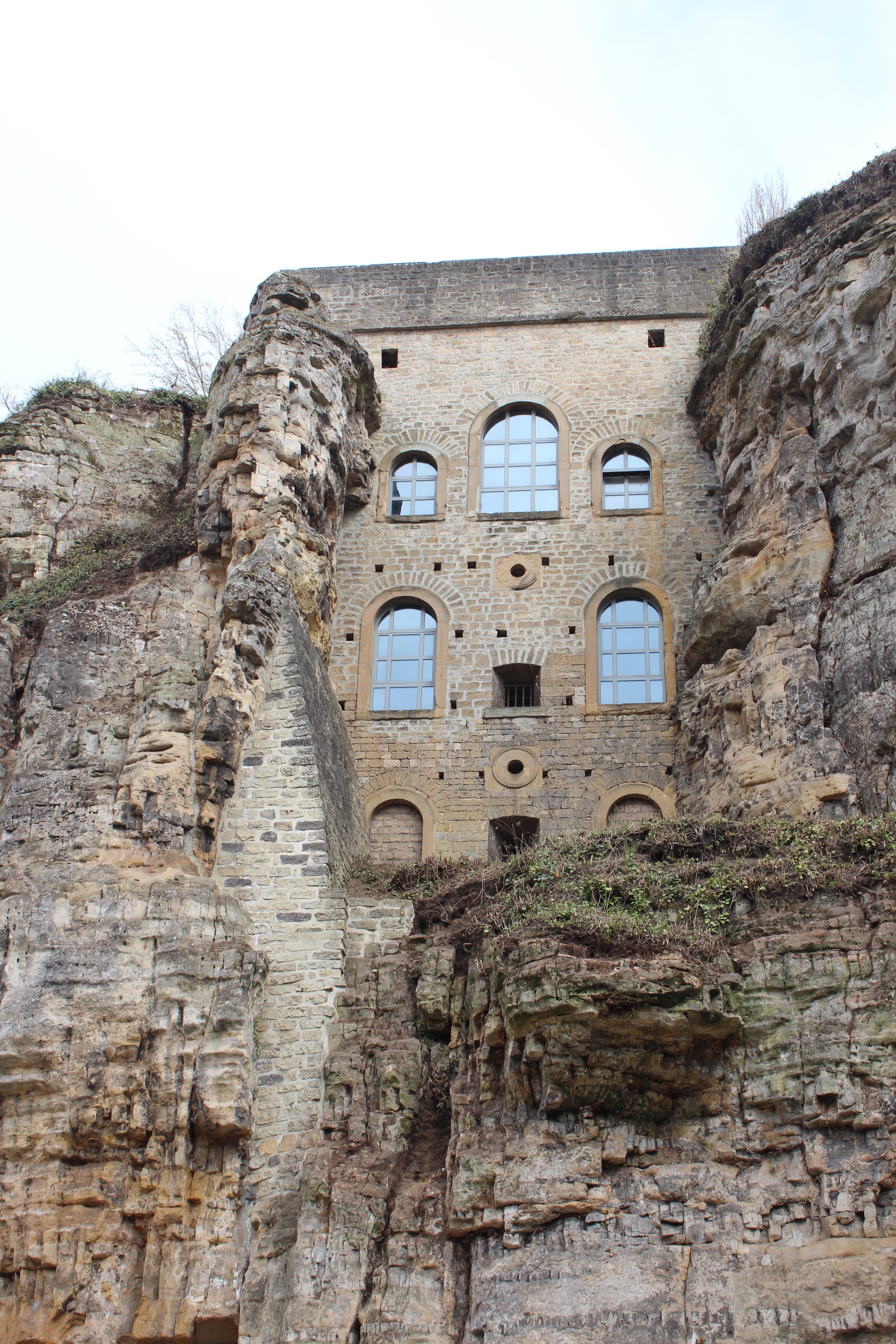
Una fortificazione in pietra sul plateau di Rham

Nel 1787, i cittadini di Lussemburgo inviarono una petizione con la quale ebbero "il triste privilegio di vivere in una fortezza, privilegio che era inseparabile dall'alloggio dei soldati". Vivere in una città fortificata aveva molti svantaggi: i bastioni ponevano seri limiti sullo spazio disponibile tra gli abitanti e soprattutto nello stabilire il giusto numero di truppe in rapporto agli abitanti presenti.
Durante il periodo spagnolo, nel 1684 il principe di Chimay aveva 2.600 soldati al suo comando (1.700 fanti e 900 cavalieri). La popolazione militare non aveva limitazioni di truppe: molti soldati ed ufficiali qui vivevano anche con mogli e figli. Nel 1655, nella sola città alta, un terzo dei 660 soldati presenti era indicato come sposato, e la metà di queste famiglie aveva già figli. Vi era inoltre una serie di servi impiegati per gli ufficiali. Il totale della popolazione militare della città alta era di 1.170, e quindi di quasi il doppio del numero delle truppe presenti.
Durante l'occupazione austriaca, più di 2.700 soldati si trovarono a stazionare nella fortezza nel 1722, pochi se comparati ai 4.400 del 1741 ed ai 3.700 nel 1790. In tempi di crisi o di guerra, la guarnigione poteva essere drammaticamente incrementata come nel caso del 1727-1732 quando gli austriaci, temendo un attacco dei francesi, ospitarono nella fortezza 10.000 soldati (la popolazione civile era di 8.000 abitanti). Nel XIX secolo, le truppe prussiane consistevano in 4.000 uomini mentre gli abitanti residenti erano 10.000-13.000.
Tutti questi uomini dovevano essere alloggiati in loco. Sino al 1672, quando vennero costruite le prime caserme, tutti gli ufficiali, gli uomini di truppa, le loro mogli e i loro figli, vivevano insieme agli abitanti del borgo, portando così ad un drastico sovrappopolamento. Un magistrato, nel 1679, denotò come vi fossero solo 290 case nella città, molte delle quali abitate da poveri artigiani con grandi famiglie numerose. Queste persone, che già faticavano a tirare la fine del mese, non sarebbero riusciti a prendersi anche cura dei soldati che erano "ammucchiati l'uno sopra l'altro, provando personalmente la povertà e la miseria dei loro padroni". Una serie di conti delle spese militari sostenute può dare un'idea della difficile convivenza tra civili e militari: il macellaio Jacques Nehr (indicato nel 1681) aveva una moglie e cinque figli. Una stanza al primo piano della sua casa ospitava due sergenti sposati e i loro tre figli. Una seconda stanza ositava un soldato sposato e suo figlio, due cannonieri ed un fante. Un dragone viveva sopra le stalle. Questo non era un caso isolato, e gli alderman (échevins) ripetutamente protestarono col governo per questa situazione di vita intollerabile.
Questa convivenza forzata fu spesso causa di frizioni tra gli abitanti e i soldati. Nel 1679, un magistrato locale registrò come ciascun cittadino doveva provvedere "tre, quattro, cinque o sei letti, oltre a vitto e alloggio completi" ai "soldati che spesso erano violenti, ubriachi e duri, che li maltrattavano [...] rubando la loro biancheria ed il mobilio, cacciandoli spesso dalle loro stesse abitazioni". Soldati ruffiani spesso rientravano a casa la sera ubriachi, lasciando le porte aperte. Le truppe spagnole in particolare diedero prova di essere particolarmente indisciplinate. Quando venne introdotto l'alloggiamento forzoso nelle caserme, la disciplina migliorò considerevolmente, anche se i conflitti coi residenti non scomparvero completamente. Nel XVIII secolo, vi erano ancora degli esempi di ufficiali austriaci che preferivano spostarsi in case più grandi loro assegnate, mentre altri ancora introducevano nelle loro case delle ragazze di notte.
La cosa più irritante era che, durante il periodo spagnolo e quello austriaco, gli abitanti non ricevettero mai alcun indennizzo per questa situazione, dovendovi provvedere gratuitamente. Il governo si giustificò sempre asserendo che la presenza di truppe garantiva alla città sicurezza oltre a commercio ed affari facili di cui avrebbero beneficiato mercanti ed artigiani della città, ritenendola una compensazione sufficiente per gli sforzi sostenuti dagli abitanti. Non tutti erano obbligati, come spesso accadeva nell'iniqua società dell'Ancien Régime, ad ospitare i soldati: giudici, gli alderman, gli avvocati, i membri del consiglio provinciale e la nobiltà ne erano esentati. I magistrati assegnavano i soldati alle diverse case e proprio dalle loro scritture ci sono giunte descrizioni dettagliate degli spazi interni di molte abitazioni. Gli abusi di potere non potevano essere evitati: le autorità sapevano di assegnare un numero eccessivo di soldati alle case dei residenti, ma nulla potevano fare per evitarlo. Molti cittadini vennero costretti a pagare questi soldati perché cercassero alloggio altrove.

#### L'introduzione delle caserme

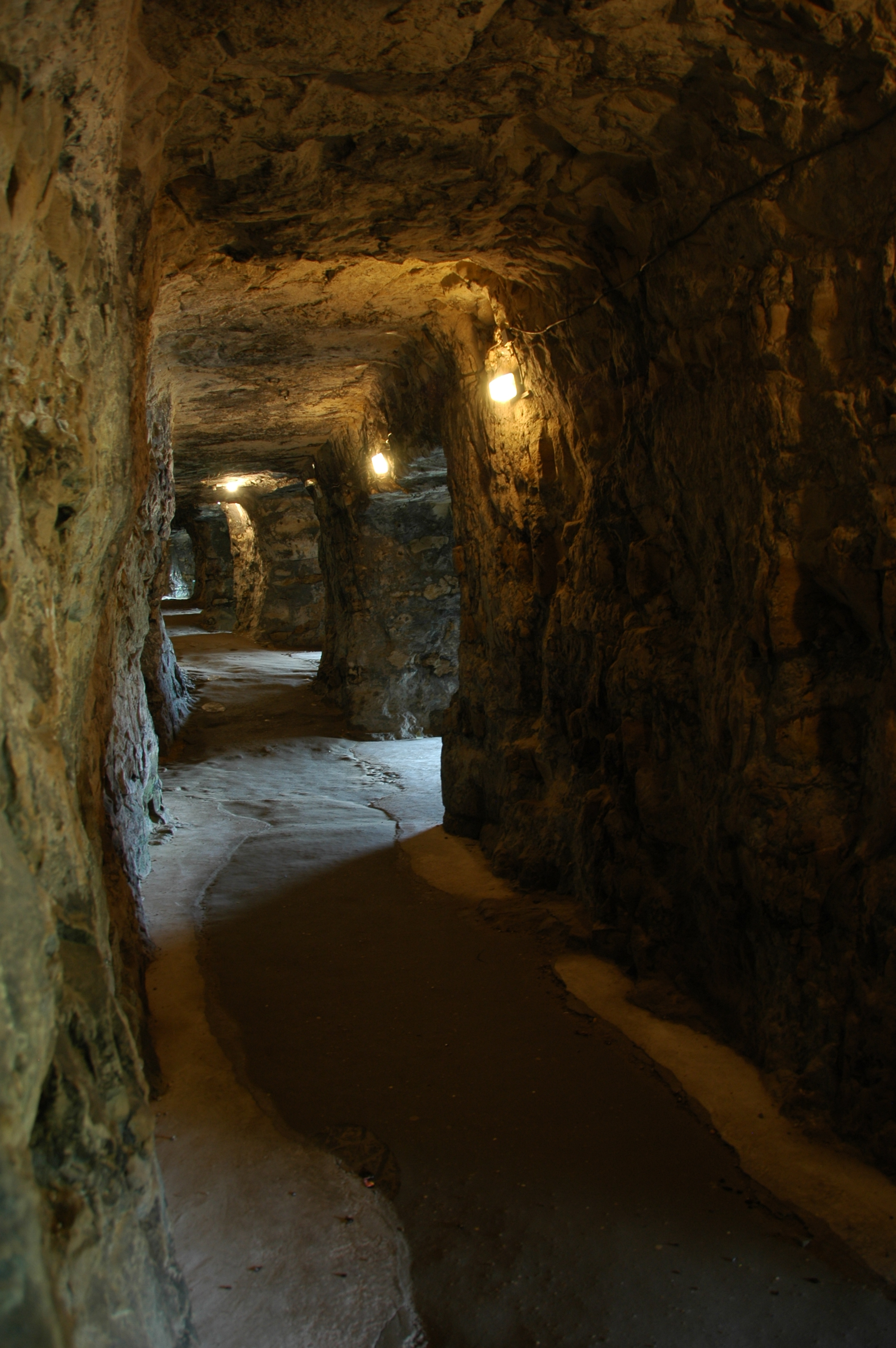
Le casematte all'interno del promontorio del Bock

La proposta di costruire degli alloggi militari alla fortezza del Lussemburgo venne fatta nel 1672, e le prime caserme ad essere costruire furono quelle di Piquet e Porte-Neuve, oltre ad una serie di capanne presso i plateaux di Rham e di Saint-Esprit. Le caserme vennero allargate e moltiplicate da Vauban dopo il 1684, e poi dagli austriaci e dai prussiani nei due secoli successivi. Nel 1774, le sei caserme presenti potevano ospitare 7.900 uomini, mentre l'ospedale militare di Pfaffenthal poteva ospitarne altri 200. Dalla fine del XVII secolo, divenne una norma per le truppe presenti nella fortezza il risiedere nelle caserme; gli ufficiali, dal canto loro, continuarono ad essere acquartierati tra i civili sino alla demolizione della fortezza nel 1867. Persino ai tempi dei prussiani nel XIX secolo, gran parte degli ufficiali prendevano in affitto stanze anche per i loro servitori e per un loro migliore accomodamento.
Sotto l'amministrazione prussiana, gran parte dei soldati iniziò a non prendere più residenza fissa a Lussemburgo ma a dimorarvi solo per brevi periodi connessi al loro servizio militare. Gli ufficiali aristocratici, che erano soldati di carriera, preferirono non mischiarsi con la popolazione locale con matrimoni misti. Vi era una sorta di relazione odio-amore tra gli abitanti e la guarnigione: da un lato le condizioni di vita per gli abitanti divennero sempre più difficili da reggere, mentre sull'altro fronte i soldati rappresentavano la più importante se non l'unica fonte di guadagno per i negozianti e i mercanti locali, oltre al fatto che i cittadini fornivano gli operai per ampliare o riparare le fortificazioni.
Entrambi i gruppi ad ogni modo soffrivano delle medesime povere condizioni del vivere nella città, come la mancanza di acqua potabile, causa spesso di tifo e colera. Le caserme erano poi così affollate che spesso due soldati dovevano condividere lo stesso letto; gli ufficiali acquartierati nelle case private non avevano tali problemi. Tra gli abitanti la stratificazione era molto simile: le case dei poveri erano spesso oscure e affollate, mentre quelle dei ricchi e del clero avevano accomodazioni migliori.

### Gli animali

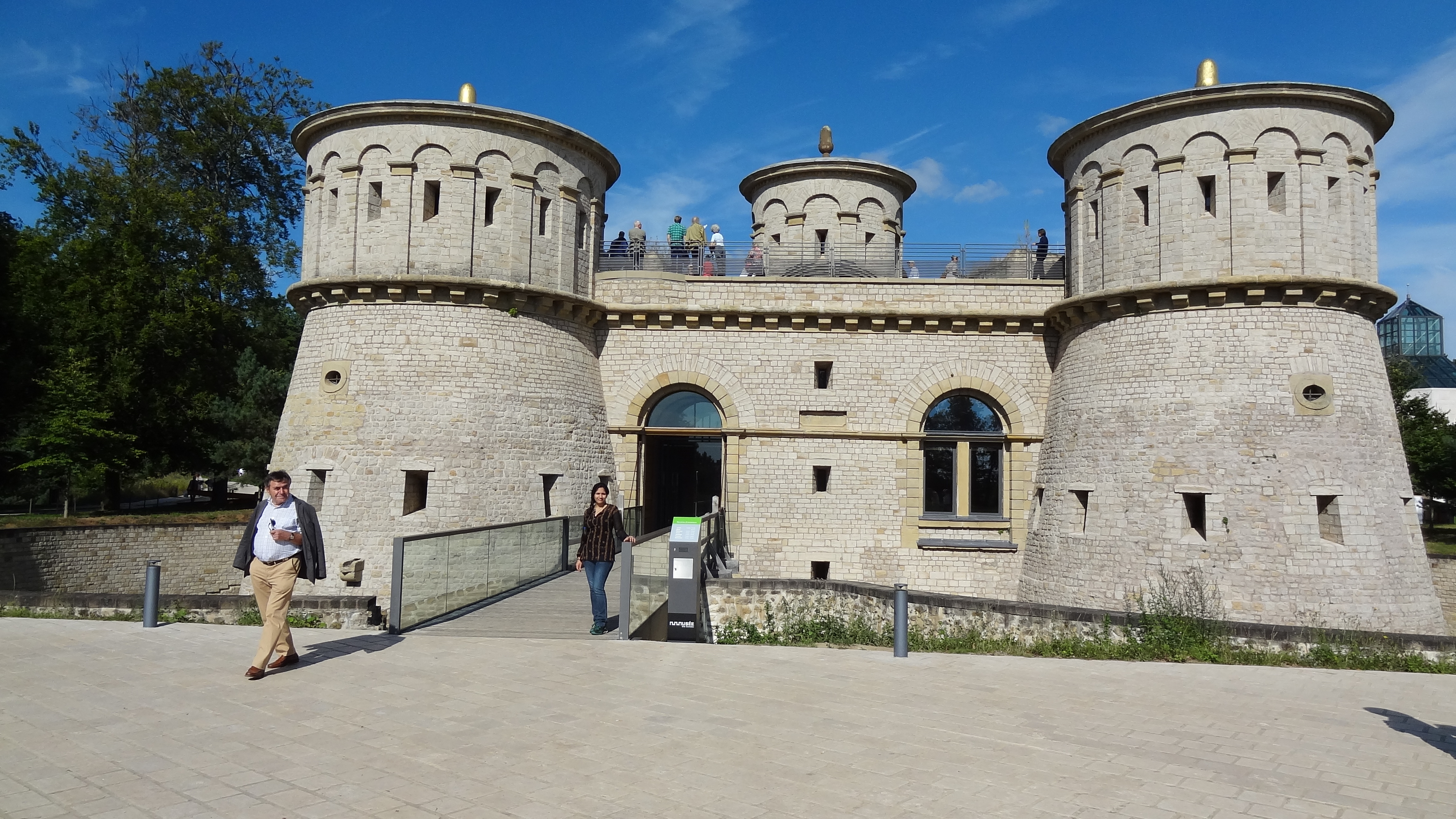
Il ricostruito Forte Thüngen come appare oggi

Gli animali erano indispensabili per mantenere e condurre la fortezza, nonché per nutrirne la guarnigione. Cavalli da corsa, cavalli da traino e cavalli da lavoro erano richiesti per il lavoro presso le fortificazioni, mentre mucche, pecore ed altri animali erano destinati alla macellazione.
Nel 1814, il piano terreno della caserma di Rham e della caserma Maria Theresa vennero rinnovati per essere usati a mo' di stalla. Oltre a cinque granai per granaglie e farine che vennero costruiti dal 1795, uno era usato come stalla nella città vecchia. Tutti questi insieme potevano ospitare sino a 386 cavalli. Dalla fine del 1819, l'artiglieria richiese una nuova area di tiro e un gran numero di nuovi cavalli per usi militari. Per questo scopo, venne sfruttato il giardino del vecchio monastero sul plateau di Saint-Esprit. Dal 1835, venne creata una arena interna, sufficiente per ospitare ed allenare uno squadrone, venendo usata anche come magazzino per il tempo di guerra.
Un gran numero di cavalli da tiro a disposizione dell'artiglieria e degli ingegneri militari, assicuravano i rifornimenti al forte. In caso di emergenza o di trasporti su vasta scala, venivano siglati appositi contratti con compagnie private. Il solo mulino nella fortificazione del cavaliere Camus, che forniva giornalmente farina sufficiente per fornire 1.500 porzioni di pane al giorno, richiedeva 24 cavalli per funzionare. Nel 1859, Lussemburgo disponeva in tutto di otto cannoni con 38 cavalli per gli spostamenti dell'artiglieria, oltre a cavalli addizionali per il trasporto delle munizioni.
La paglia poneva sempre un problema non indifferente per il costante rischio di incendi e pertanto dovette essere conservata in luoghi appositi e riparati.

## La crisi di Lussemburgo e demolizione

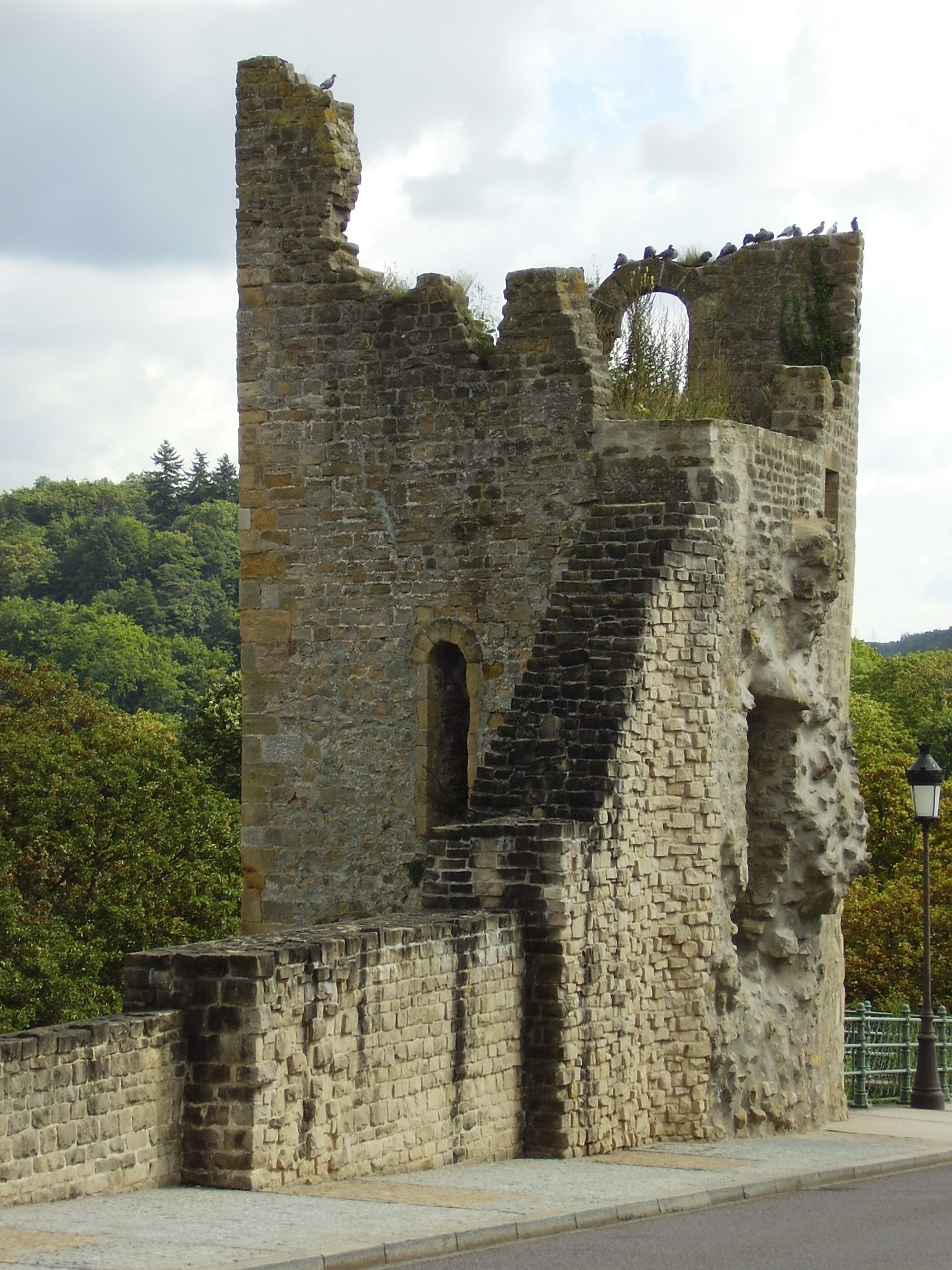
"Huelen Zant" (il "dente cavo"), i resti di una torre di uno degli accessi alla fortezza, il Bock. Durante i lavori di demolizione, dopo il 1871, la torre venne distrutta solo a metà e trasformata così da sembrare resti di un castello medievale.

Dopo la vittoria prussiana nella Guerra austro-prussiana del 1866, la Confederazione Germanica venne disciolta. Al suo posto, sotto la guida prussiana, venne fondata la Confederazione Germanica del Nord, che non includeva il Lussemburgo. Ad ogni modo, le truppe prussiane rimasero nella fortezza. Prima della guerra, il cancelliere prussiano Otto von Bismarck aveva segnalato al governo francese di Napoleone III che la Prussia non avrebbe avuto nulla da obiettare su una eventuale sovranità della Francia sul Lussemburgo se la Francia fosse rimasta esterna al conflitto con l'Austria, e pertanto Napoleone III aderì al progetto. Dopo la guerra, la Francia offrì a re Guglielmo III dei Paesi Bassi la somma di 5.000.000 di gulden per il possesso personale del Lussemburgo, accordo che venne accettato nel marzo del 1867. I prussiani però avanzarono ora delle obiezioni contro l'espansionismo francese e scoppiò la Crisi di Lussemburgo, e la guerra tra le due maggiori potenze europee venne evitata solo grazie alla Conferenza di Londra ed alla firma del Secondo Trattato di Londra. Quest'ultimo documento dichiarò che il Lussemburgo dovesse essere uno stato neutrale e richiese che la fortezza fosse abbattuta e che la guarnigione prussiana avesse tre mesi di tempo per abbandonarla. I prussiani lasciarono la fortezza il 9 settembre 1867.
Generalmente, era costume che le fortezze congedate dall'uso militare passassero in proprietà alle città in cui esse si trovavano. A Lussemburgo, ad ogni modo, un'ingerenza del Trattato di Londra aveva predisposto l'abbattimento della fortezza per impedire future guerre franco-tedesche nel tentativo di riprendere quella posizione strategica e quindi arrecare ulteriori danni alla città, al territorio ed al'Europa. Il prezzo di vendita della terra della fortezza avrebbe rifornito la città dei costi di demolizione ed avrebbe promosso lo sviluppo urbano tanto atteso della città. Una commissione internazionale ispezionò i lavori di demolizione nel 1883, portando alla luce l'inesperienza del governo con un tale lavoro. Lo stato era intenzionato a decidere tra "mantenere tutto" e "distruggere tutto", mentre in molti casi i resti militari potevano essere convertiti in cantine e magazzini oppure venire distrutti se giudicati non più utili.
La demolizione della fortezza, con le sue casematte, batterie, caserme e quant'altro, perdurò per 16 anni dal 1867 al 1883 ed ebbe un costo totale di 1,5 milioni di franchi. Il processo fu comunque caotico: spesso parti della fortezza venivano semplicemente fatte saltare in aria, i materiali riutilizzabili venivano presi dai residenti locali ed il resto veniva ricoperto dalla terra. Le vecchie caserme servirono per alloggiare i lavoratori impiegati nella demolizione, anche se questi non avevano poi alcuna particolare qualifica: in tempi di crisi economica, il lavoro alla fortezza era comunque un modo per occupare i disoccupati. Lo smantellamento divenne uno spettacolo grandioso, una celebrazione delle nuove tecnologie e degli ambiziosi progetti. Alcune strutture, ad ogni modo, vennero preservate per le future generazioni e ad uso della città, così da non cancellare completamente la memoria della fortezza.
Il Lussemburgo ottenne la piena indipendenza dai Paesi Bassi alla morte di Guglielmo III nel 1890. Questi venne succeduto nei Paesi Bassi da sua figlia Guglielmina, mentre nel Lussemburgo dove ancora vigeva la legge salica, venne succeduto dal duca tedesco Adolf, della casata dei Nassau-Weilburg, come nuovo granduca.

### L'espansione della città
I lavori di demolizione, che ancora oggi possono essere chiaramente visti, vennero visti all'epoca come un vero e proprio atto di liberazione. La fortezza era il simbolo visibile della secolare dominazione straniera ed inoltre la sua presenza aveva impedito la costruzione di nuove case per la città. Quando il cuore delle fortificazioni era ormai scomparso, la città si espanse per la prima volta dal XIV secolo. A ovest venne costruito il Boulevard Royal, adiacende al parco municipal locale. A sud, il nuovo Pont Adolphe aprì il  Bourbon Plateau e la Avenue de la Liberté. Qui sorsero una serie di edifici armonici tra cui case, la sede del Banque et Caisse d'Épargne de l'État, la sede dell'ARBED, la nuova stazione ferroviaria centrale, la Place de Paris e molti altri luoghi simbolo della città.
Vennero inoltre creati i quartieri residenziali di Limpertsberg e Belair.

## Resti della struttura e uso attuale

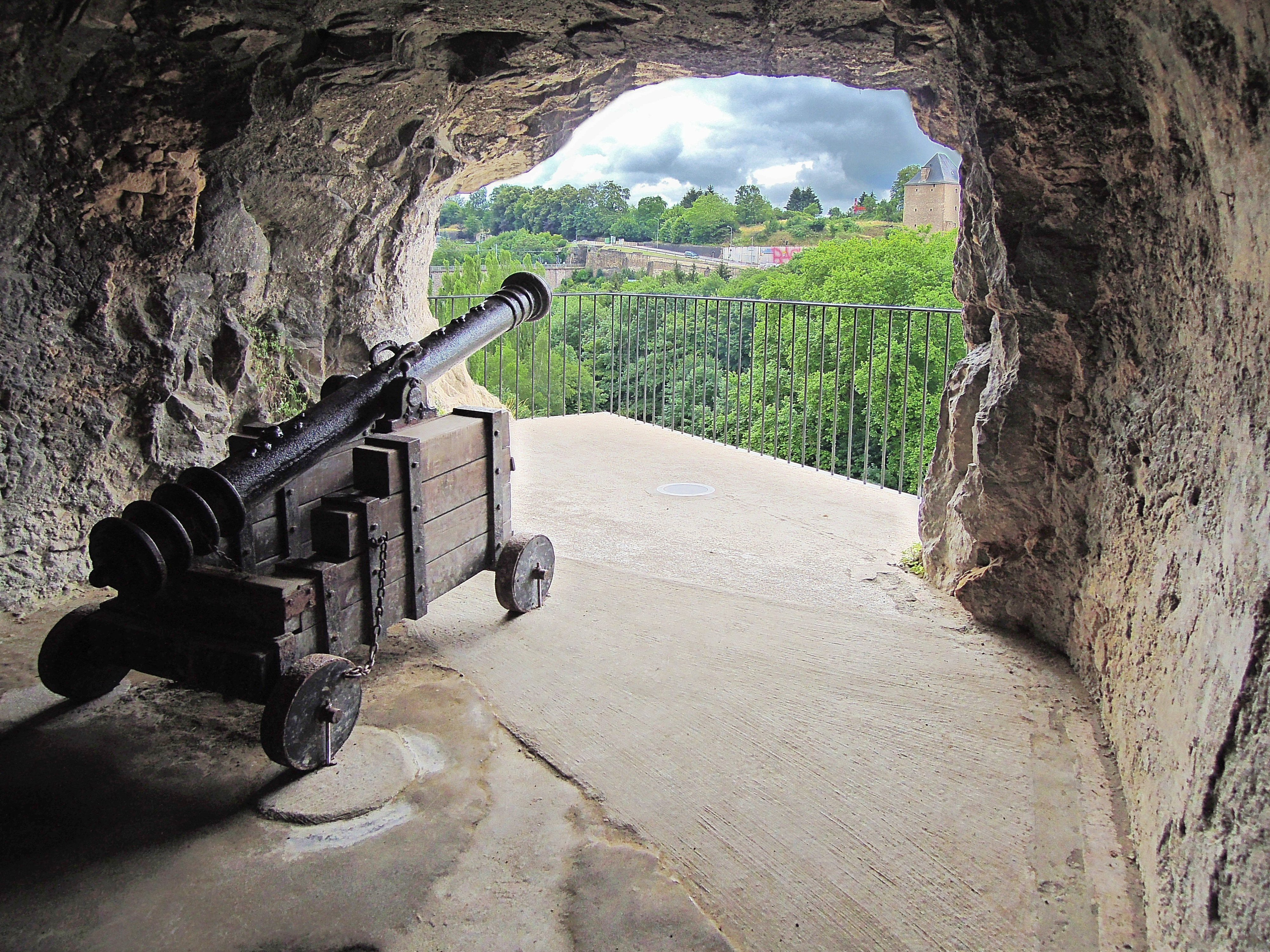
Veduta da una casamatta.

Parti della fortezza non vennero distrutte, ma semplicemente disadattate all'uso militare. Alcune vecchie mura e torri continuano a sopravvivere anche oggi e continuano a influenzare l'aspetto della città. Molti degli elementi rimanenti della fortezza si trovano sul promontorio di Bock, Le torri di Vauban, le "Tre Torri" (una presso i cancelli vecchi), oltre al Forte di Thüngen, alle torri del plateau di Rham, the Wenceslas Wall, the old cavalry barracks in Pfaffenthal, alla Cittadella dello Spirito Santo, alle casematte sul Bock e sulla Pétrusse, al castello del ponte, e ad alcune torrette spagnole. Per l'industria del turismo locale, la città dipende pesantemente dalla presenza dei resti della fortezza e delle casematte in essa presenti. I camminamenti circolari progettati da Wenzel e Vauban sono mostrati ai visitatori assieme alle fortificazioni della città. Nel 1994 le fortificazioni più antiche della città sono state inserite nella lista dell'UNESCO.
L'antico Forte di Thüngen sul plateau del Kirchberg è stato pesantemente restaurato ed oggi ospita un museo dedicato all'intera fortezza.
Fort Lambert, sul fronte davanti alla pianura, venne coperto di terra dopo il 1867. Sul suo sito sorge oggi la Avenue Monterey. Nel 2001, lavori di costruzione per un parcheggio sotterraneo sotto la Avenue Monterey hanno portato alla luce una parte del forte che oggi può essere vista dal pubblico.
Il bastione di Beck è oggi sede di Place de la Constitution, dove si trova l'iconica statua di Gëlle Fra.

### Nomi e luoghi
Molte strade e costruzioni in città hanno nomi che rimandano alla sua funzione militare, alle opere difensive costruite, alle truppe straniere o agli amministratori presenti nel Lussemburgo:
- Rue du Fort Rheinsheim, e la vicina "Salle Rheinsheim" del Centre Convict (convitto religioso-culturale); anche sede della "S.A. Maria Rheinsheim", che amministra i beni della chiesa cattolica nel Lussemburgo[33]
- Rue Louvigny e Villa Louvigny, che venne costruita coi resti del Forte Louvigny, così chiamata da Jean Charles de Landas, conte di Louvigny, il quale fu ingegnere capo e governatore ad interim della fortezza negli anni '70 del Seicento[34]
- Rue du Fossé (fossé: fossato)
- Place d'Armes Insegna a Rue Louvigny. L'indicazione riporta "Ingegnere militare del periodo spagnolo, 1675".

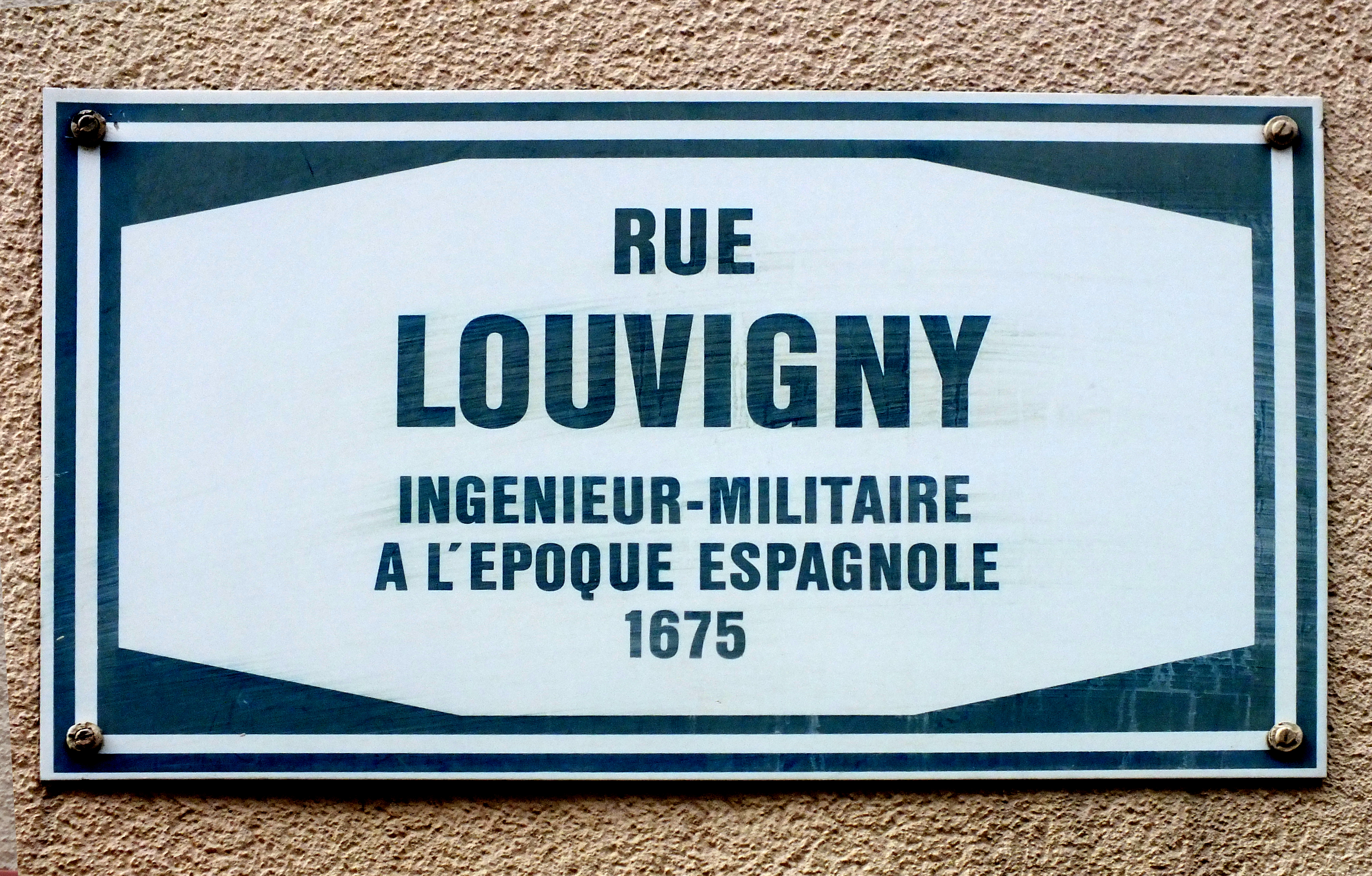
Insegna a Rue Louvigny. L'indicazione riporta "Ingegnere militare del periodo spagnolo, 1675".

- Rue Jean-Georges Willmar, dal governatore di Lussemburgo (1815-1830)[35]
- Rue Vauban (a Clausen), da Sébastien Le Prestre de Vauban, ingegnere militare francese che espanse notevolmente le fortificazioni a Lussemburgo[36]
- Le Glacis e Rue des Glacis, un glacis per scopi difensivi
- Boulevard Kaltreis (a Bonnevoie), colloquialmente chiamato "op der Batterie", in quanto le truppe francesi che assediavano la città posizionarono qui la loro artiglieria nel 1794[37]
- Sul Plateau Bourbon:
  - Rue du Fort Bourbon[38]
  - Rue du Fort Elisabeth[39]
  - Rue du Fort Wallis[40]
  - Rue du Fort Neipperg, da Wilhelm Reinhard von Neipperg, generale austriaco che fu governatore di Lussemburgo cinque volte nel XVIII secolo[41]
  - Rue Bender, da Blasius Columban von Bender, governatore dal 1785 al 1795[42]
  - Rue du Fort Wedell
- Sul plateau di Kirchberg:
  - Rue des Trois Glands e Rue du Fort Thüngen; il forte, in gran parte ricostruito, consiste in gtre torri che vengono chiamate "le tre ghiande" (in francese: Trois Glands)[43]
  - Rue du Fort Berlaimont[44]
  - Rue du Fort Niedergrünewald

### Cultura
Una versione locale della leggenda di San Nicola (D'Seeche vum Zinniklos) riporta le problematiche del rimanere chiusi fuori dai cancelli della città di notte. Tre ragazzi stavano giocando poco fuori dalla città, ma sufficientemente lontani dalle mura per non sentire quando suonò il corno per la chiusura notturna dei cancelli: era per loro ormai troppo tardi per fare ritorno a casa. Cercarono dunque rifugio presso un macellaio che viveva appena fuori città. Quest'ultimo, uomo particolarmente crudele, il quale li uccise per farne dell'aspic. Fortunatamente, alcuni giorni dopo, San Nicola si trovò anch'egli chiuso al di fuori delle mura della città e si recò alla casa del macellaio dove trovò i bambini ormai fatti a pezzi, ma fu in grado di riportarli in vita.
Jean Racine, il famoso drammaturgo francese, fu a Lussemburgo nel 1687 come storiografo di Luigi XIV e ispettore della fortezza.
Vi sono una lunga serie di mappe della fortezza elaborate realizzate prima del 1700. Nel 1598, Georg Braun e Franz Hogenberg pubblicarono la più antica veduta oggi nota della città di Lussemburgo, un'incisione su rame che venne pubblicata nel Civitates orbis terrarum (Colonia, 1598). Cinquant'anni più tardi, il cartografo olandese Joan Blaeu, prendendo spunto dal lavoro di Braun, pubblicò il suo "Luxemburgum" nel secondo volume del suo Stedeboek (Amsterdam, 1649). Van der Meulen diede alle stampe una nuova visuale di Lussemburgo da Limpertsberg mostrando le truppe francesi che prendevano possesso della città nel 1649.
In tempi più moderni, il pittore romantico e paesaggista J. M. W. Turner (1775-1851) ha dipinto diverse visioni della fortezza, sia in pittura che in schizzi, dopo aver visitato la città nel 1824 e nel 1839. Johann Wolfgang von Goethe visitò la città nel 1792, lasciando numerosi schizzi della fortezza. Christoph Wilhelm Selig, membro della guarnigione degli ussari locale (1814-1815), dipinse diversi acquerelli sul tema della fortezza. Successivamente, la fortezza servì da modello per i pittori lussemburghesi Michel Engels, Nicolas Liez e Jean-Baptiste Fresez per diverse loro opere. Anche dopo lo smantellamento di gran parte delle fortificazioni nel 1867, i resti spettacolari continuarono a motivare artisti come Joseph Kutter e Sosthène Weis.

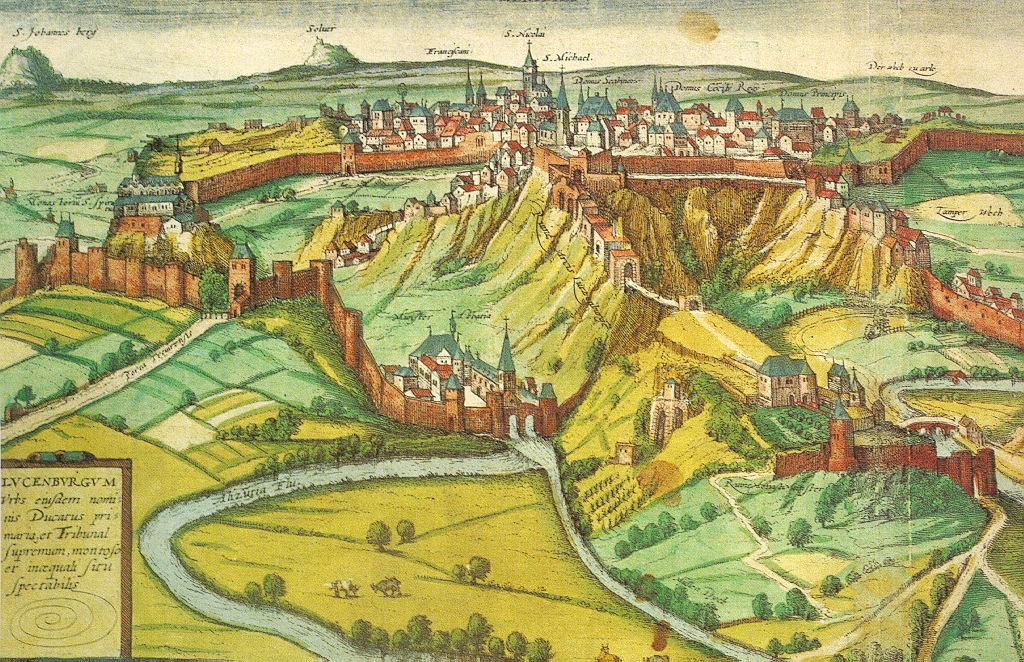
Georg Braun, Franz Hogenberg: Città di Lussemburgo (1598)
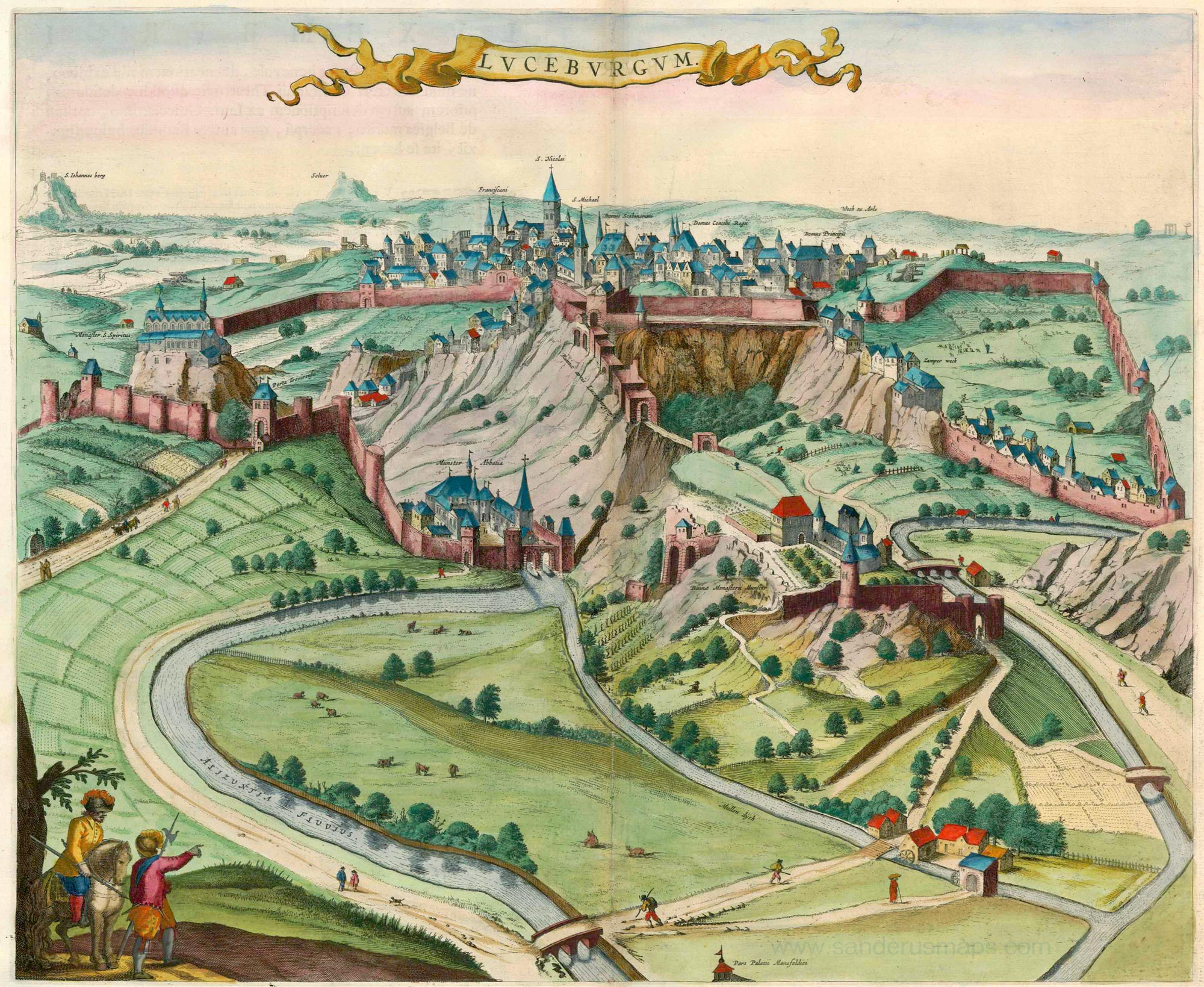
Joan Blaeu: Città di Lussemburgo (1649)
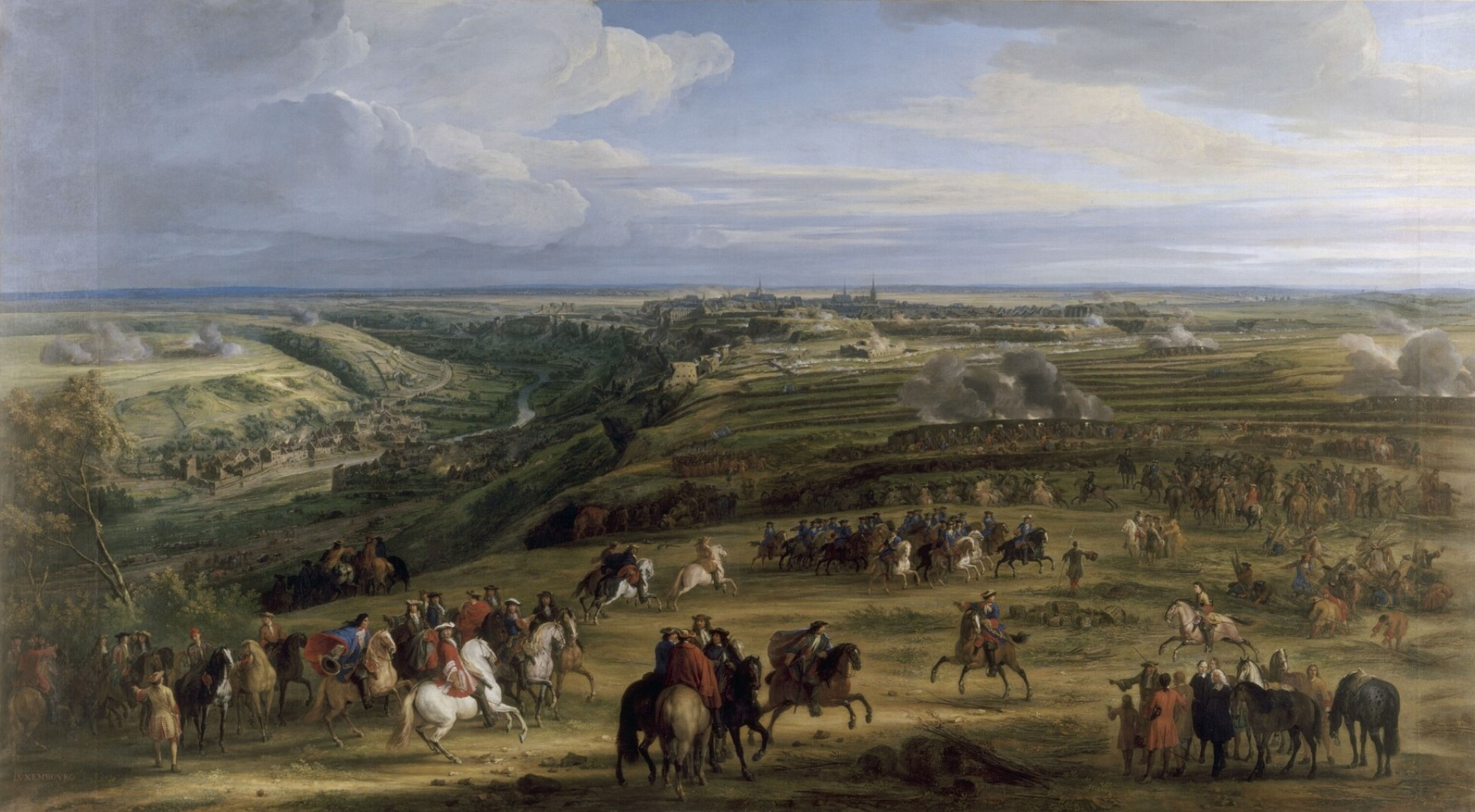
Van der Meulen: Presa di Lussemburgo (1649)
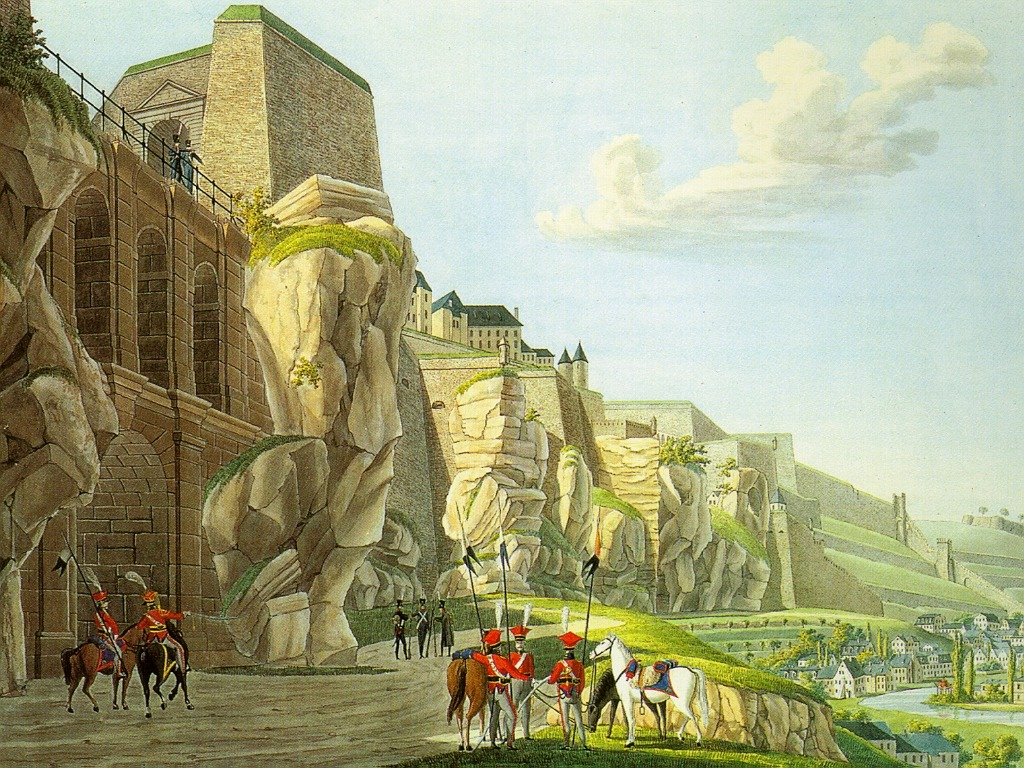
Christoph Wilhelm Selig: Lussemburgo da Pfaffenthal (1814)
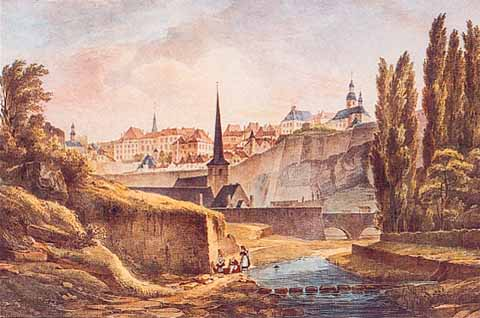
Jean-Baptiste Fresez: Lussemburgo dal fiume Alzette (c. 1828)
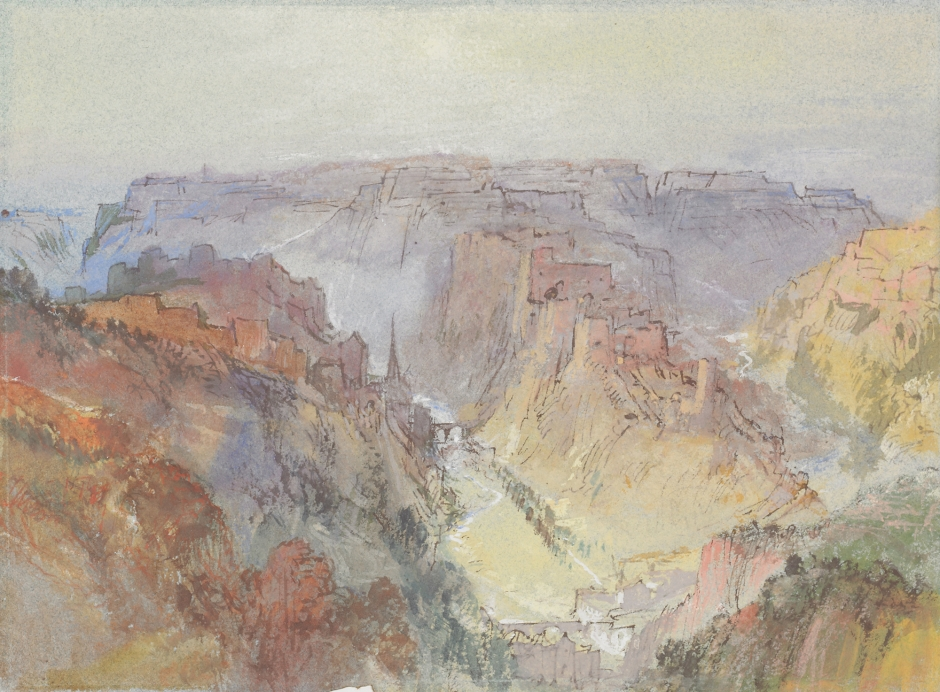
J. M. W. Turner: Lussemburgo (1834)
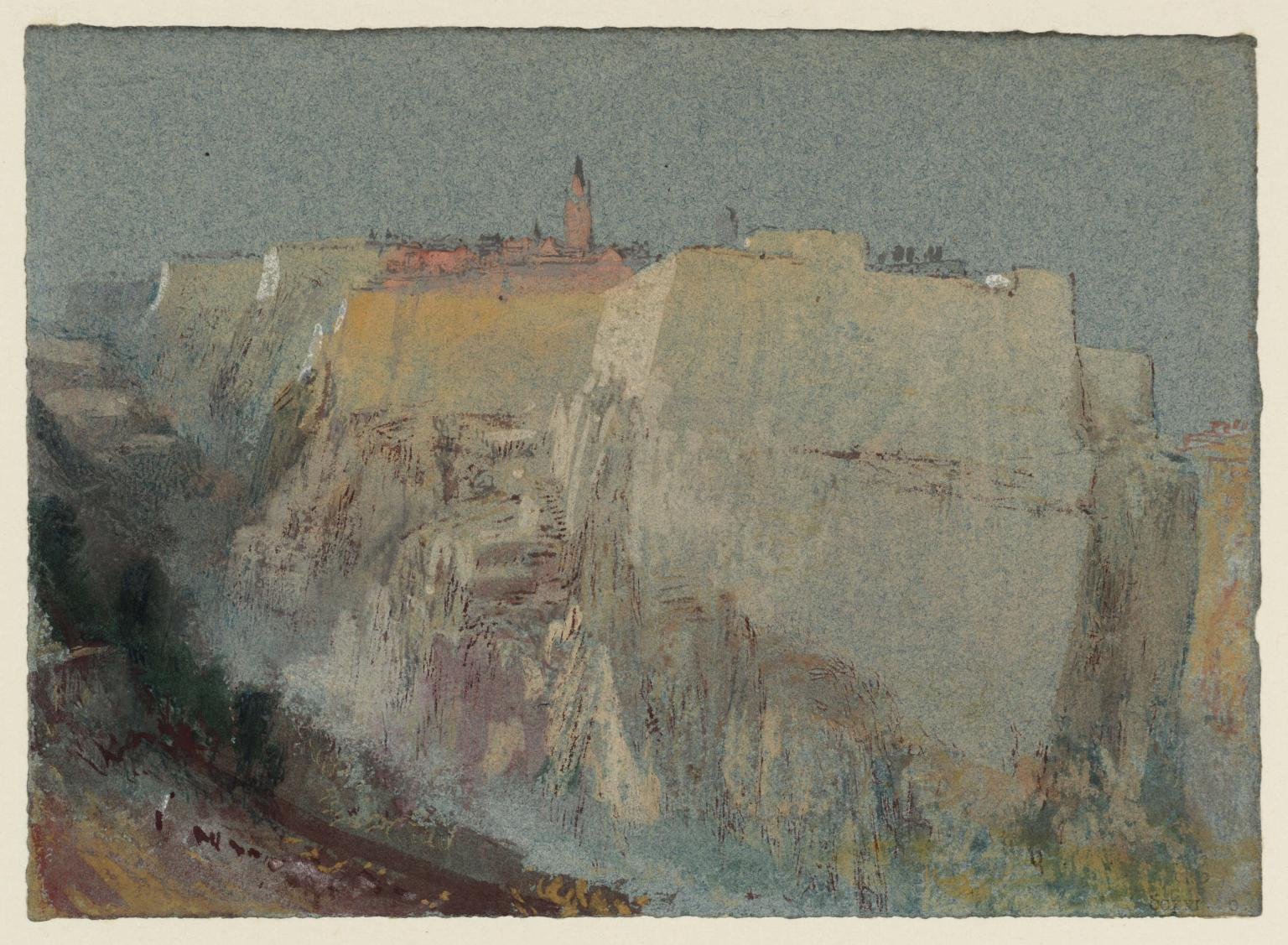
J. M. W. Turner: Cittadella dello Spirito Santo, Lussemburgo (c. 1839)
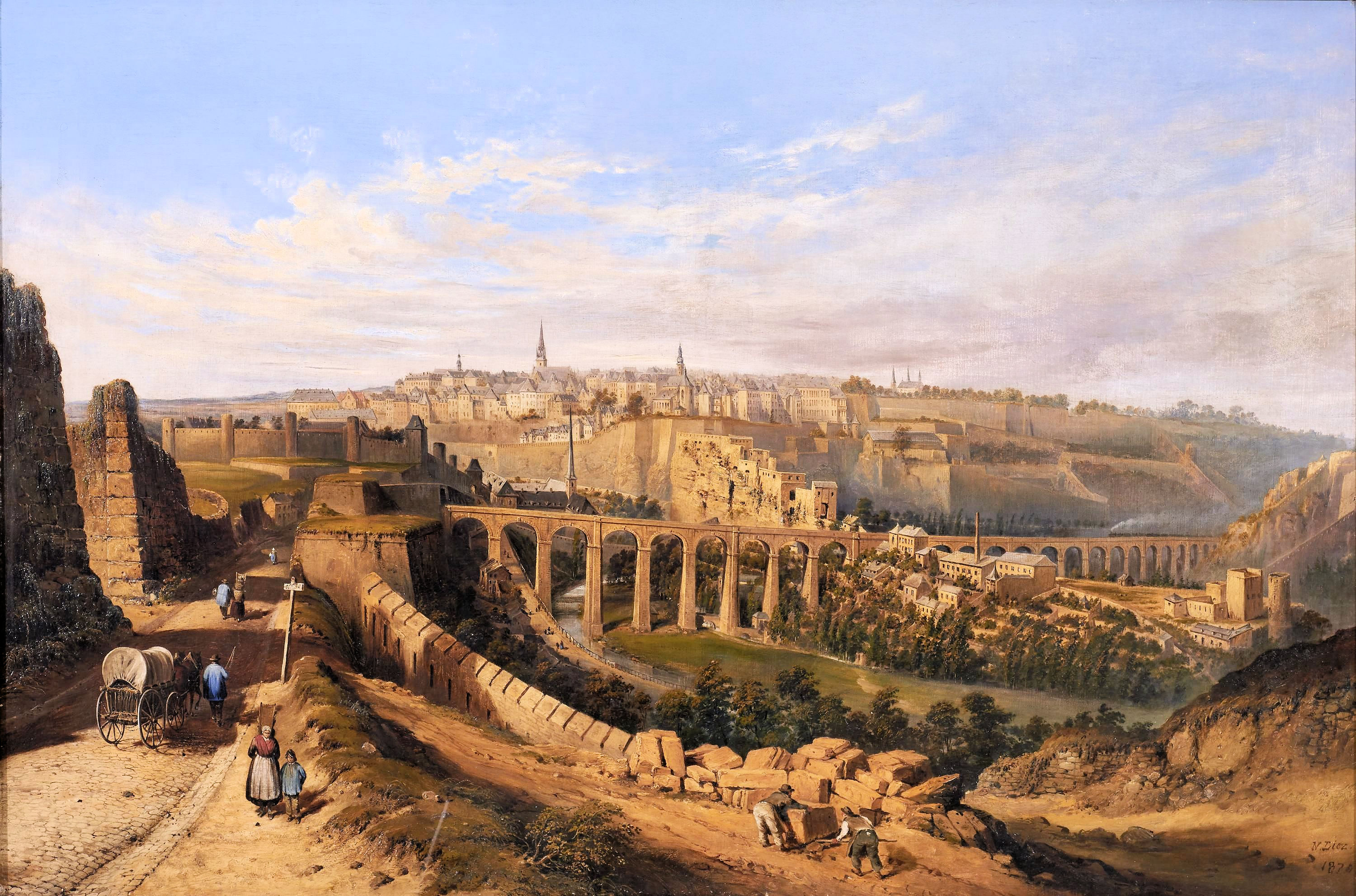
Nicolas Liez: Veduta di Lussemburgo dal Fetschenhof (1870)
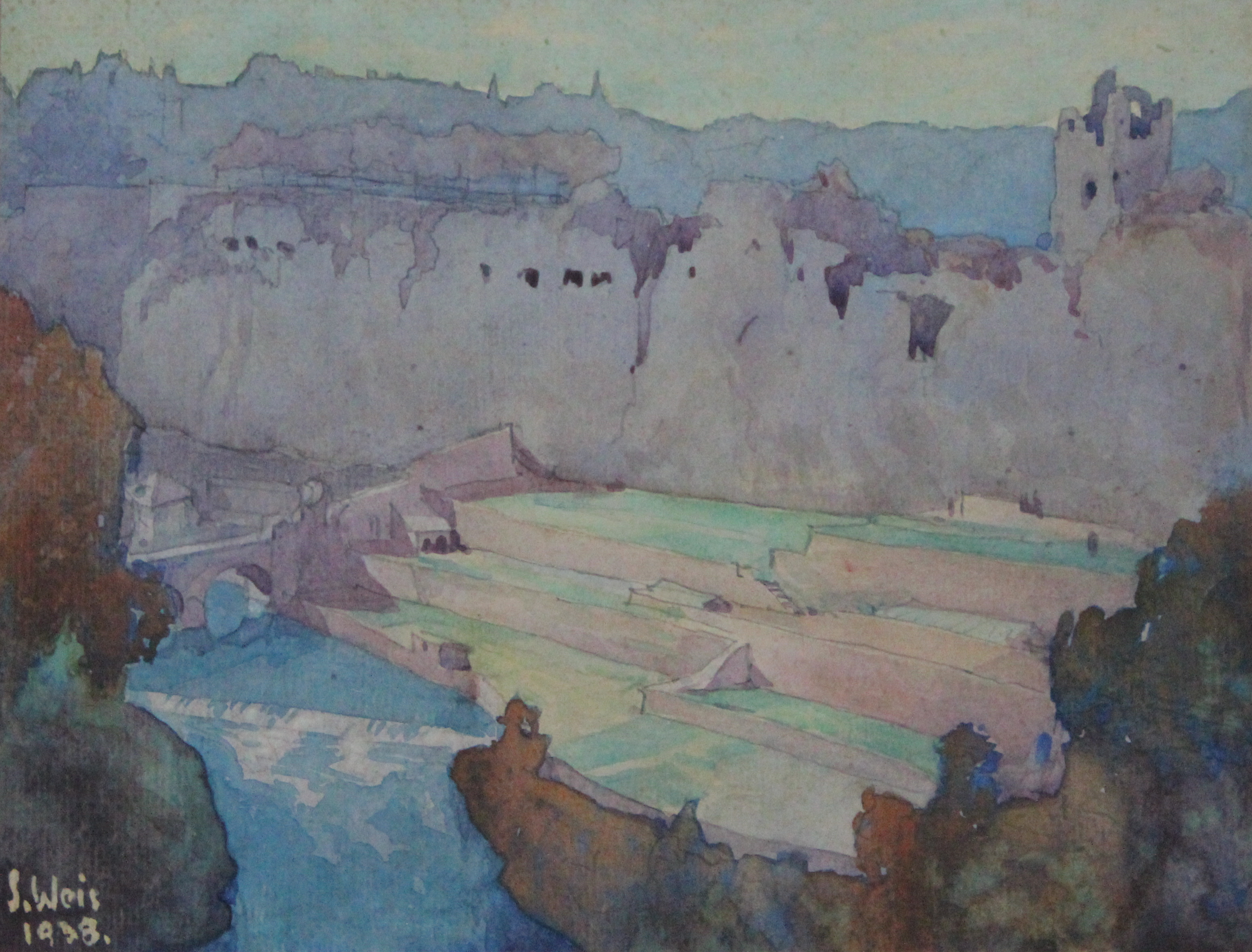
Sosthène Weis: la roccia del Bock (1938)